# Bjørnar Moxnes

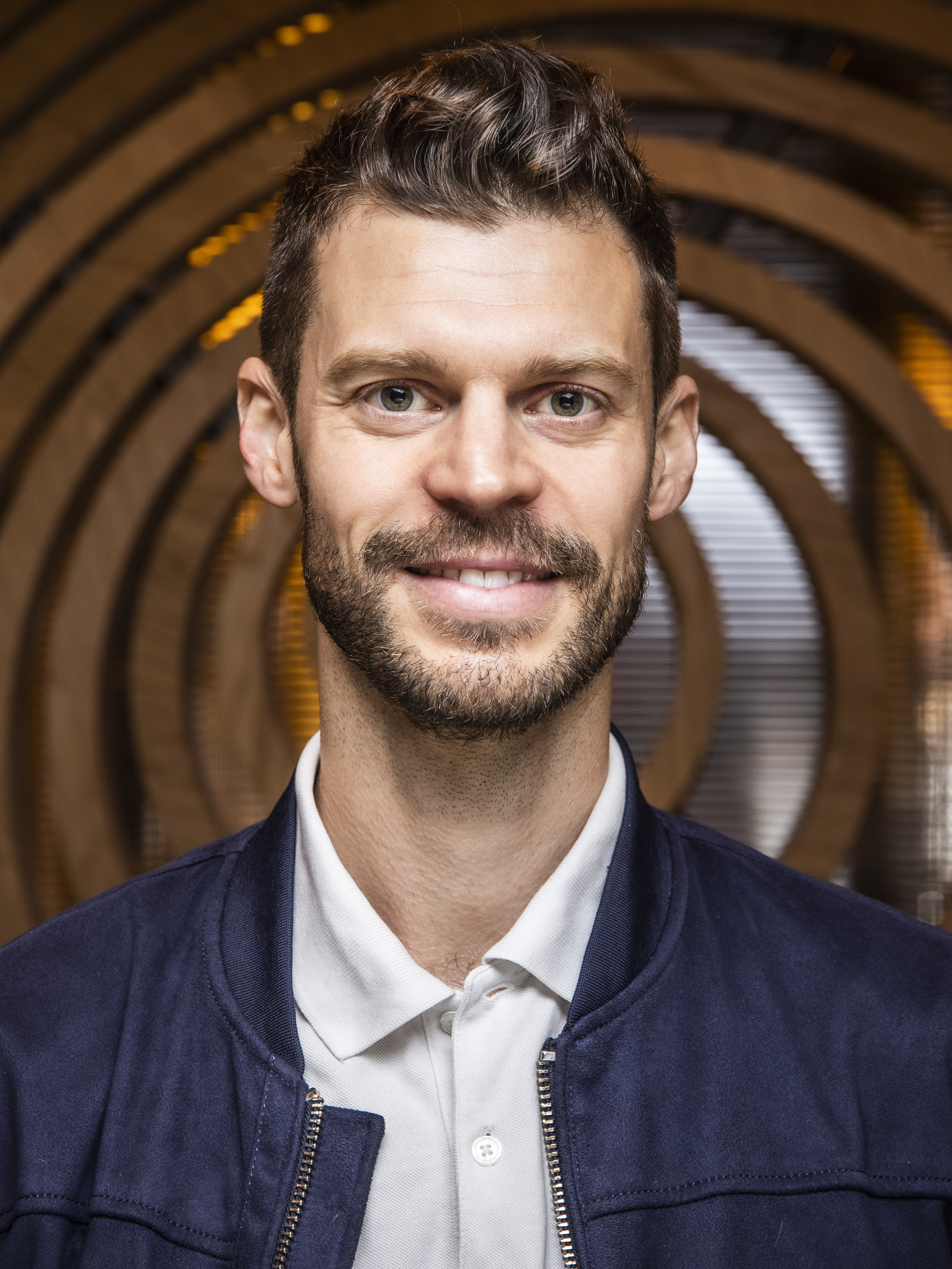
Bjørnar Moxnes, 2021

Bjørnar Moxnes (* 19. Dezember 1981 in Oslo) ist ein norwegischer Politiker der linken Partei Rødt, deren Vorsitzender er von 2012 bis Juli 2023 war. Seit 2017 ist er Abgeordneter im Storting.

## Leben
Moxnes studierte Soziologie an der Universität Oslo. In seiner Masterarbeit aus dem Jahr 2010 untersuchte er die Berufsmobilität von Politikern. Von 2004 bis 2006 leitete er die Jugendorganisation Rød Ungdom (deutsch Rote Jugend), die Parteijugend der Arbeidernes kommunistparti (AKP). Die AKP fusionierte im Jahr 2007 mit der Rød Valgallianse zur Partei Rødt.  Von 2010 bis 2012 fungierte er als deren stellvertretender Vorsitzender. Anschließend wurde er als Nachfolger von Turid Thomassen zum Rødt-Vorsitzenden gewählt.

### Kommunalpolitik
Von 2011 bis 2019 saß Moxnes im Stadtrat von Oslo. Im März 2014 wurde er vom Stadtrat bei der Polizei angezeigt, nachdem er ein internes Dokument in Teilen zensiert veröffentlicht hatte. Er wurde im September 2015 vor Gericht freigesprochen.

### Stortingsabgeordneter
Bei der Parlamentswahl 2017 erzielte die Partei das bis dahin beste Ergebnis in ihrer Geschichte in Oslo. Moxnes zog in der Folge für den Wahlkreis Oslo in das norwegische Nationalparlament, das Storting, ein. Damit wurde er der erste Stortingsabgeordnete seiner Partei nach der Neustrukturierung und Umbenennung im Jahr 2007. In der von 2017 bis 2021 andauernden Legislaturperiode war er der einzige Abgeordnete seiner Partei und er saß im Finanzausschuss. Nach der Parlamentswahl 2021, bei der seine Partei erstmals über vier Prozent der Stimmen erhielt und mit mehr als einer Person ins Parlament einzog, wurde Moxnes Mitglied im Außen- und Verteidigungsausschuss.

### Diebstahlserie
Am 30. Juni 2023 berichteten norwegische Medien, dass Moxnes beim Diebstahl einer Sonnenbrille in einem Geschäft am Osloer Flughafen erwischt worden sei. In seiner ersten Stellungnahme erklärte Moxnes, dass er lediglich vergessen habe, die Sonnenbrille zu bezahlen. Nachdem bekannt wurde, dass die Polizei den Diebstahl als vorsätzlich eingestuft hatte, gab Moxnes an, dass er in Panik das Preisschild von der Sonnenbrille entfernt und sie in sein Gepäck gelegt habe, als er die Sonnenbrille bemerkt hatte. Am 1. Juli 2023 beschrieb Moxnes schließlich im Rahmen einer Pressekonferenz den Vorfall genauer. Nachdem Medien weitere Ungereimtheiten in seinen Darstellungen aufdeckten, änderte Moxnes seine Aussagen erneut. In der Folge kam es in der Partei zu ersten Rücktrittsforderungen von Vorsitzenden der Fylkesgruppen. Moxnes erklärte am 24. Juli 2023 seinen Rücktritt als Parteichef, woraufhin Marie Sneve Martinussen das Amt kommissarisch übernahm. Im November 2023 gab er nach weiteren Diebstählen in einem Interview an, psychische Probleme zu haben und selbstdestruktiv gehandelt zu haben.